# Salies-du-Salat

Salies-du-Salat este o comună în departamentul Haute-Garonne din sudul Franței. În 2009 avea o populație de 1.998 de locuitori.

## Evoluția populației
| An        | 1975  | 1982  | 1990  | 1999  | 2006  | 2009  |
| --------- | ----- | ----- | ----- | ----- | ----- | ----- |
| Populație | 2.191 | 2.154 | 2.074 | 1.943 | 1.936 | 1.998 |